# Kartaši (Cézanne)
Kartaši su serija ulja na platnu koja je naslikao francuski slikar Paul Cézanne. Ove slike su nastale 1890-ih, tijekom Cézannove posljednje slikarske faze i pripadaju postimpresionističkom slikarstvu.
Postoji 5 poznatih verzija slike, koje variraju u veličini i broju naslikanih igrača. Čuvaju su u Muzeju d'Orsay, Institutu umjetnosti Courtland u Londonu, Muzeju Metropolitan u New Yorku, i u Barnsovoj fundaciji u Philadelphiji. Najnovija verzija se nalazila u privatnoj kolekciji Grka Georgea Embiricosa sve do 2011. godine, kada je prodana kraljevskoj obitelji države Katar za rekordnih 259 milijuna američkih dolara, postavši tada najskuplje prodana slika ikad.
Iako je poznato 5 verzija iz serije slika Kartaši, posljednje tri su vrlo slične u kompoziciji, kao i broju igrača (dvojica). Točni datumi i redoslijed nastanka ovih slika su nepoznati, iako se dugo pretpostavljalo da je Cézanne počeo od većih platana, prema manjima, no istraživanja posljednjih godina osporavaju ovu pretpostavku.
- Kartaši, 1890.–'92., 134,6 × 180,3 cm, Barnes Fundacija, Philadelphia, Pennsylvania
- Kartaši, 1890.–'92., 65 × 81 cm, Metropolitan Museum of Art, New York
- Kartaši, 1892.–'93., 97 × 130 cm, privatno vlasništvo, Katar
- Kartaši, 1892.–'95., 60 x 73 cm, Courtauld Institute of Art, London

Svaka slika sadrži provansalske seljake u potpunosti zaokupljene pušenjem svojih lula i karatanjem. Sudionici, sve muškarci, prikazuju se udubljeni u svoje karte, s pogledom prema dolje, prateći igru. Motiv za ove slike Cézanne je pronašao kod nizozemskih i francuskih slikara iz 17. stoljeća. Međutim, dok su oni prikazivali grubijaške igre pijanih kockara u kafanama, on ih je zamijenio trgovcima staloženog izgleda, kamenih lica i u pojednostavljenom okružju. Kod žanrovskih slikara iz 17. st. prikazuje se trenutak drame, dok su ovi portreti prepoznatljivi upravo po nedostatku iste, odsustvu pića (osim nekorištene boce vina između kartaša), novca za kockanje, kao i konvencionalne konverzacije. Jedan kritičar je opisao sliku kao „ljudska mrtva priroda”, dok su drugi pretpostavili kako njihova fokusiranost na igru odražava umjetnikovo udubljenje u svoju umjetnost.